# Бушево
Бушево (укр. Бушеве) — село, входит в Белоцерковский район Киевской области Украины.
Население по переписи 2001 года составляло 824 человека. Почтовый индекс — 09643. Телефонный код — 4562. Занимает площадь 10 км². Код КОАТУУ — 3223781001.

## История
В 1946 г. Указом ПВС УССР село Прусы переименовано в Бушево
В окрестностях села сохранились остатки двух поселений (I тыс. до н. э.), городище укрепленного поселка (XI—XIII века) — Бушевское городище и целая группа курганов (III—I тыс. до н.э). Интересно, что некоторые из курганов в ХVI—ХVII раскапывались местным населением для добывания селитры, образовавшейся в них вследствие биохимических процессов. Для этого землю из курганов проваривали в больших котлах — селитра оседала на дно, а землю высыпали вокруг курганов. Также в Бушево сохранился один из лучших образцов деревянной архитектуры Правобережья — Троицкая церковь, сооруженная в 1760 г. Раньше рядом с церковью стояла колокольня, но, в 1941 при наступлении немцев прямым попаданием артиллерийского снаряда, колокольня была разрушена. Тому есть живые свидетели. Одна из них — Редько (в девичестве Яременко) Павлина Никифоровна 20.03.1927 года рождения. 
В Бушево сохранилось огромное здание водяной мельницы, возведённое в XIX веке. К сожалению, часть здания сейчас находится в частной собственности и скрывается за высокой стеной, а другая часть потихоньку разрушается.

## Местная власть
09601, Киевская обл., Белоцерковский р-н, пгт Ракитное, ул. Независимости, 2.